# Dorsale Gonville and Caius
La dorsale Gonville and Caius è una catena montuosa situata nella regione centro-occidentale della Dipendenza di Ross, sulla costa di Scott, in Antartide. La dorsale, che fa parte della catena delle montagne del Principe Alberto, è orientata in direzione nord-est/sud-ovest, nella quale si estende per circa 21 km, arrivando a una larghezza massima di circa 15 km, ed è costeggiata a sud e a ovest rispettivamente dai ghiacciai Debenham e Miller, che la separano dalla dorsale Saint Johns, a est dall'estremità settentrionale del ghiacciaio pedemontano Wilson e a nord dal ghiacciaio Mackay. Dalle vette della dorsale, di cui la più alta è quella del monte Brigham, che arriva a 1540 m s.l.m., partono diversi ghiacciai, alcuni dei quali fluiscono verso est entrando nel ghiacciaio pedemontano Wilson, come ad esempio il Fritter, e altri che fluiscono invece verso nord fino ad arrivare nei pressi del nunatak Redcliff, come il Bachtold e il Robson.

## Storia
La catena è stata scoperta nel corso della spedizione Discovery, condotta negli anni 1901-04 e comandata dal capitano Robert Falcon Scott, e così battezzata da quest'ultimo in onore del college Gonville and Caius di Cambridge, in Inghilterra, Alma mater di molti dei membri della spedizione.